# Жезди
Жезди́ (каз. Жезді) — селище у складі Улитауського району Улитауської області Казахстану. Адміністративний центр та єдиний населений пункт Жездинської селищної адміністрації.
Населення — 2114 осіб (2021; 2624 у 2009, 4680 у 1999, 8067 у 1989).
Станом на 1989 рік селище мало статус селища міського типу і називалось Джезди. У період 1963—1997 років селище було центром Жездинського району.